# Смертная казнь во Вьетнаме

Смертная казнь через расстрел Нгуен Ван Чоя. 1964 год. Южный Вьетнам

Смертная казнь во Вьетнаме применяется на законных основаниях и применяется как особое наказание только в отношении виновных, совершивших серьёзные преступления. Смертная казнь не применяется к несовершеннолетним преступникам, беременным женщинам, женщинам, которые в момент совершения преступления или на период суда ухаживали за детьми в возрасте до 36 месяцев. В этих случаях смертная казнь заменяется пожизненным заключением. С 2010-х годов постепенно сокращается число преступлений, за которые суды Вьетнама выносят смертные приговоры. Количество казненных и число смертных приговоров является закрытой информацией, но, вероятно, составляет около 200 человек в год. По числу смертных казней в год Вьетнам остается одним из лидеров в мире.

## История
Ранее казнь осуществлялась через расстрел, приговор выполнял расстрельный взвод из семи полицейских, приговорённых с повязкой на глазах привязывали к столбу. С ноября 2011 после того как закон о казнях прошёл через Национальную ассамблею расстрел заменён смертельной инъекцией (согласно статье № 59(1) закона). Количество составов преступлений, за которые может быть назначена смертная казнь, во Вьетнаме постепенно сокращается. В ноябре 2015 года в Уголовный кодекс внесены поправки, вступающие в силу с 1 июля 2016 года, которые сократили число преступлений, караемых смертной казнью с 22 до 15 (исключены такие преступления как уничтожение важных объектов, сдача в плен, преступления против человечности и другие). При этом с 1 июля 2016 года смертная казнь не будет применяться в отношении лиц старше 75 лет, беременных женщин, женщин с детьми до 36 месяцев, а также тем осужденных за хищение имущества и взяточничество, которые вернули не менее трех четвертей похищенного. По-прежнему карается смертной казнью контрабанда наркотиков.

## Статистика
Точное число смертных приговоров и казненных по годам остается закрытой информацией, хотя некоторые данные обнародуют. В феврале 2017 года Министерство государственной безопасности Вьетнама опубликовало доклад, в котором сообщило, что в стране за период с 6 августа 2013 года по 30 июня 2016 казнили 429 заключенных. Реальные цифры смертных приговоров видимо намного выше — заместитель председателя Верховного народного суда Вьетнама Чан Ван До сообщал, что ежегодно в стране выносят около 200 смертных приговоров. О распределении смертных приговоров по совершенным преступлениям полных данных нет. Из 47 известных смертных приговоров, вынесенных в 2015 году, 27 были вынесены за преступления, связанные с наркотиками, а 2 за экономические преступления.

## Преступления, наказываемые смертной казнью во Вьетнаме
В соответствии с Уголовным кодексом, следующие главы содержат соответствующие статьи, которые относятся к высшей мере наказания.
Статьи уголовного кодекса с наказанием в виде смертной казни
| Главы                                                                                      | Статьи                     |
| ------------------------------------------------------------------------------------------ | -------------------------- |
| XI - Преступления против национальной безопасности                                         | 78, 79, 80, 82, 83, 84, 85 |
| XII - Преступления против человеческой жизни, здоровья, чести и достоинства                | 93, 111, 112               |
| XIII - Преступления против гражданских демократических свобод                              | Нет                        |
| XIV - Преступления против прав собственности                                               | 133, 139                   |
| XV - Преступления против брака и семьи                                                     | Нет                        |
| XVI - Преступления против экономического порядка управления                                | 153, 157, 180              |
| XVII - Преступления связанные с окружающей средой                                          | Нет                        |
| XVIII - Преступления связанные с наркотиками                                               | 193, 194, 197              |
| XIX - Преступления против общественной безопасности, общественного порядка                 | 221, 231                   |
| XX - Преступления против административного порядка управления                              | Нет                        |
| XXI - Преступления связанные с положением по должности                                     | 278, 279, 289              |
| XXII - Преступления против судебной деятельности                                           | Нет                        |
| XXIII - Преступления посягающие на обязанности и ответственность военнослужащих            | 316, 322, 334              |
| XXIV - Преступления направленные на подрыв мира, против человечества, военные преступления | 341, 342, 343              |